# 신현수 (1971년)
신현수(申鉉洙, 1971년 8월 13일, 서울특별시 ~ )은 대한민국의 제7대 서울특별시 동대문구의원이다.

## 학력
- 1978.03 ~ 1984.02 전농국민학교 38회 졸업
- 1984.03 ~ 1987.02 전농중학교 17회 졸업

### 학위 수료
- 2014 경희대학교 대학원 MBA 수료
- 2018 명지대학교 경영대학원 석사 수료

## 경력
- 해병대 697기 자원입대
- 사회복지사
- ㈜예신부동산개발 대표이사
- 박근혜 대통령 후보 서울시당 동대문구 을 상황본부장
- 새누리당 서울시당 부위원장
- 동대문구 국민생활 체육 제6대 탁구연합회장
- 동대문구 사랑의열매 봉사단 운영위원장
- 전농2동 바르게살기 주민자치위원 위원장
- 2014.07 ~ 2018.06 제7대 서울특별시 동대문구의회 의원
- 2014.07 ~ 2016.07 제7대 동대문구의회 전반기 행정기획위원회 부위원장
- 2014.07 ~ 2016.07 제7대 동대문구의회 전반기 운영위원회 위원
- 2016.07 ~ 2018.06 제7대 동대문구의회 후반기 복지건설위원회 위원장

## 수상
- 표창장 (제9333호) 서울시장 모범기업인
- 동대문구 경찰청장 감사장

## 역대 선거 결과
| 실시년도 | 선거      | 대수 | 직책   | 선거구                    | 정당     | 득표수   | 득표율          | 순위 | 당락 | 비고           |
| -------- | --------- | ---- | ------ | ------------------------- | -------- | -------- | --------------- | ---- | ---- | -------------- |
| 2014년   | 지방 선거 | 7대  | 구의원 | 서울 동대문구 (바 선거구) | 새누리당 | 7,137 표 | \| \| 36.46% \| | 2위  |      | 초선, 민선 6기 |
|          | 36.46%    |      |        |                           |          |          |                 |      |      |                |